# Кубок шотландської ліги з футболу 2010—2011
Кубок шотландської ліги 2010–2011 — 65-й розіграш Кубка шотландської ліги. Змагання проводиться за системою «плей-оф», де і визначають переможця. Переможцем став Рейнджерс.

## Календар
| Раунд        | Дата                     | Матчі | Клуби   |
| ------------ | ------------------------ | ----- | ------- |
| Перший раунд | 31 липня - 1 серпня 2010 | 15    | 42 → 27 |
| Другий раунд | 24-25 серпня 2010        | 11    | 27 → 16 |
| 1/8 фіналу   | 21-22 вересня 2010       | 8     | 16 → 8  |
| 1/4 фіналу   | 26-27 жовтня 2010        | 4     | 8 → 4   |
| 1/2 фіналу   | 29-30 січня 2011         | 2     | 4 → 2   |
| Фінал        | 20 березня 2011          | 1     | 2 → 1   |

## Перший раунд
| Команда 1                 | Рахунок | Команда 2            |
| ------------------------- | ------- | -------------------- |
| 30 липня 2011             |         |                      |
| Данді (2)                 | 3:0     | Монтроз (4)          |
| Елгін Сіті (4)            | 3:2 дч  | Ейр Юнайтед (3)      |
| Данфермлін Атлетік (2)    | 5:2     | Арброт (4)           |
| Еннан Атлетік (4)         | 0:1     | Партік Тісл (2)      |
| Стерлінг Альбіон (2)      | 1:2     | Форфар Атлетік (3)   |
| Альбіон Роверз (4)        | 0:1     | Ейрдрі Юнайтед (3)   |
| Росс Каунті (2)           | 2:1     | Лівінгстон (3)       |
| Стенхаузмур (3)           | 1:3     | Бріхін Сіті (3)      |
| Рейт Роверз (2)           | 4:1     | Іст Файф (3)         |
| Клайд (4)                 | 2:1     | Ковденбіт (2)        |
| Пітерхед (3)              | 1:0     | Бервік Рейнджерс (4) |
| Странрар (4)              | 1:7     | Грінок Мортон (2)    |
| Квін оф зе Саут (2)       | 5:1     | Дамбартон (3)        |
| Інвернесс Каледоніан Тісл | 3:0     | Квінз Парк (4)       |
| 1 серпня 2010             |         |                      |
| Іст Стерлінгшир (4)       | 1:2     | Аллоа Атлетік (3)    |

## Другий раунд
| Команда 1                 | Рахунок      | Команда 2            |
| ------------------------- | ------------ | -------------------- |
| 24 серпня 2010            |              |                      |
| Бріхін Сіті (3)           | 2:2 пен. 3:1 | Данді (2)            |
| Гарт оф Мідлотіан         | 4:0          | Елгін Сіті (4)       |
| Аллоа Атлетік (3)         | 0:3          | Абердин              |
| Сент-Джонстон             | 2:0          | Грінок Мортон (2)    |
| Данфермлін Атлетік (2)    | 3:2          | Клайд (4)            |
| Рейт Роверз (2)           | 1:0          | Гамільтон Академікал |
| Партік Тісл (2)           | 0:1          | Фолкерк (2)          |
| 25 серпня 2010            |              |                      |
| Кілмарнок                 | 6:2          | Ейрдрі Юнайтед (3)   |
| Росс Каунті (2)           | 3:3 пен. 4:3 | Сент-Міррен          |
| Квін оф зе Саут (2)       | 4:1          | Форфар Атлетік (3)   |
| Інвернесс Каледоніан Тісл | 3:0          | Пітерхед (3)         |

## 1/8 фіналу
| Команда 1       | Рахунок | Команда 2                 |
| --------------- | ------- | ------------------------- |
| 21 вересня 2010 |         |                           |
| Рейнджерс       | 7:2     | Данфермлін Атлетік (2)    |
| Фолкерк (2)     | 4:3     | Гарт оф Мідлотіан         |
| Сент-Джонстон   | 3:0     | Квін оф зе Саут (2)       |
| Бріхін Сіті (3) | 0:2     | Мотервелл                 |
| 22 вересня 2010 |         |                           |
| Росс Каунті (2) | 1:2 дч  | Данді Юнайтед             |
| Кілмарнок       | 3:1     | Гіберніан                 |
| Абердин         | 3:2     | Рейт Роверз (2)           |
| Селтік          | 6:0     | Інвернесс Каледоніан Тісл |

## 1/4 фіналу
| Команда 1      | Рахунок | Команда 2     |
| -------------- | ------- | ------------- |
| 26 жовтня 2010 |         |               |
| Абердин        | 2:1     | Фолкерк (2)   |
| Мотервелл      | 1:0     | Данді Юнайтед |
| 27 жовтня 2010 |         |               |
| Сент-Джонстон  | 2:3     | Селтік        |
| Кілмарнок      | 0:2     | Рейнджерс     |

## 1/2 фіналу
| Команда 1     | Рахунок | Команда 2 |
| ------------- | ------- | --------- |
| 29 січня 2011 |         |           |
| Абердин       | 1:4     | Селтік    |
| 30 січня 2011 |         |           |
| Рейнджерс     | 2:1     | Мотервелл |

## Фінал
| 20 березня 2011 17:00 (EEST) |

| Селтік    | 1:2 дч   | Рейнджерс            |
| --------- | -------- | -------------------- |
| Ледлі 31' | Протокол | Девіс 24' Єлавич 98' |

| Гемпден-Парк, Глазго Глядачів: 51 181 Арбітр: Крейг Томсон |